# Parabellum

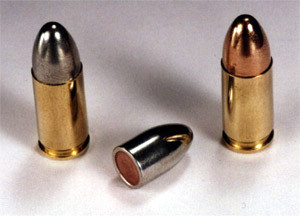
Enkele 9mm-Parabellumpatronen

De naam Parabellum wordt vaak gebruikt om een bepaald kaliber patroonmunitie voor pistolen en pistoolmitrailleurs aan te duiden: 9 mm Parabellum of kortweg 9mm Para. Dit kaliber staat ook bekend als 9 mm Luger, 9×19 mm of 9 mm × 19.
Deze patroon werd in 1902 door de Deutsche Waffen- und Munitionsfabriken (DWM) in Karlsruhe ontwikkeld en het Luger-pistool was in 1904 het eerste semiautomatische pistool dat voor patronen van dit kaliber was ingericht. Tot vandaag de dag is de patroon 9 mm Parabellum de meest gebruikte voor pistolen.
De naam is gevormd uit een Latijns gezegde, Si vis pacem, para bellum, dat vertaald wordt met Als je vrede wilt, bereid je dan voor op oorlog. 
Georg Luger noemde in 1898 zijn nieuwe patroon (kaliber 7,65 × 21,5 mm, waaruit in 1902 de 9 × 19 mm voortkwam) 'Parabellum' opdat hij zich van twee zaken kon vergewissen. Ten eerste zou het merendeel van de hoger opgeleide Europeanen onmiddellijk de referentie naar para bellum begrijpen. Ten tweede omschrijft Parabellum de bewonderenswaardige rol die Luger met zijn ontwerpen voor had, een militair dienstpistool én bijbehorende munitie.
In februari 1900 werd door de Deutsche Waffen- und Munitionsfabriken (DWM) het woord 'Parabellum' als merknaam gedeponeerd. Het telegramadres van DWM was destijds Parabellum-Berlin.